# Средњоевропска низија
Средњоевропска низија, Прибалтичка низија или Немачко-пољска низија, је низија која се простире у дужини од око 600 km (и упола толико по ширини) и налази на северу средње Европе. Она захвата северне делове Немачке и Пољске (одатле јој и назив Немачко-пољска низија)
Састоји се од ниских равница између херцинске Европе (Средњоевропско горје) на југу и обала Северног мора и Балтичког мора на северу. Ова два мора раздваја полуострво Јутланд (Данска). Северноевропска равница је повезана са источноевропском равницом, заједно чинећи већину Велике европске равнице (Европска низија).

## Географија
Надморска висина варира између 0 и 200 m (0 до око 650 стопа). Иако се углавном користи као пољопривредно земљиште, регион такође садржи мочваре, вресишта и језера. Ваденско море, велико подручје плиме и осеке, налази се на обали Северног мора.
Бројне слатководне лагуне, укључујући Шчећинску лагуну, лагуну Висла и Куршску лагуну налазе се на обали Балтичког мора.

## Одлике и рељеф
Средњоевропска низија је широка од 150 km на западу до више од 400 km на истоку, благо нагнута од средогорја према северу. На крајњем југу низије, на прелазу према средогорју, пространа су подручја прекривена прапором, према северу све је више слабије плодног моренског материјала. Морене су преобликоване у благо валовите платое између којих су влажније прадолине, обликоване токовима који су за леденог доба текли испод и рубом леденог покрова. Најсевернији део низије покривен је наносима, слабије се одводњава па се местимично јављају мочваре, посебно у источном делу.

## Локација
Северноевропска равница обухвата Фландрију (северна Белгија и северна Француска), Холандију, северну Немачку, Данску и већи део централно-западне Пољске; додирује и Чешку и југозападни део Шведске.
Делови источне Енглеске се такође могу сматрати делом исте равнице; пошто деле њен низински карактер и били су повезани копном са континентом током последњег леденог доба. Северноевропске равнице се такође налазе испод Балтичког мора.

## Реке
Главни сливови река обухватају, од запада ка истоку: Рајну, Емс, Везер, Лаба, Одру и Вислу.
Подножје ових река је тешко са танким земљиштем, што отежава пољопривреду да напредује у близини ових река.

## Под-региони

### Ниске земље
Историјски, посебно у средњем веку и раном модерном периоду, западни део је био познат као Ниске земље.

### Севернонемачка равница
Севернонемачка равница се налази северно од Централног средњегорја Немачке.

### Пољска равница
Део у данашњој Пољској назива се „Пољска равница“ (пољ. Niż Polski или Пољска низија) и протеже се од Балтичког мора на северу до Судета и Карпата.
енглеске равнице

### Енглеске равнице
Проширење равнице у Енглеску састоји се углавном од равница Источне Англије, Фенса и Линколншира, где је пејзаж у деловима упадљиво сличан оном у Холандији.